# Arnaldo Picchi
Arnaldo Picchi (Parma, 4 ottobre 1943 – Bologna, 25 ottobre 2006) è stato un regista teatrale e drammaturgo italiano.
È tra i protagonisti della sperimentazione teatrale italiana degli anni settanta del Novecento e tra i fondatori del primo DAMS, a Bologna.

## Il Gruppo Libero

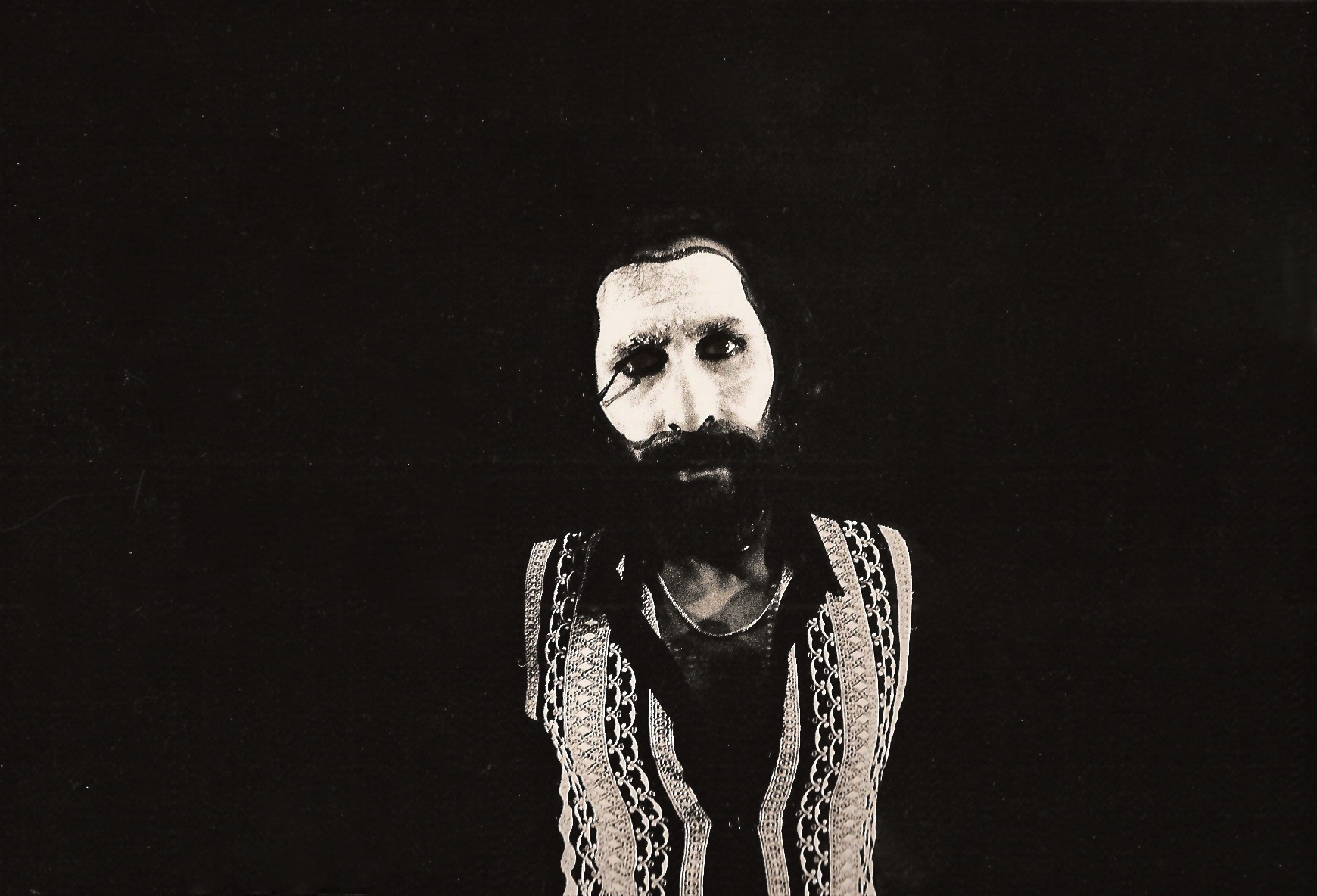
Picchi nel 1973, in scena per Grande Rappresentazione per la morte di Sante Caserio

Neolaureato in Chimica Pura all'Università di Bologna, nel 1968 Arnaldo Picchi fonda la sua prima compagnia teatrale, Il Gruppo Artaud, presto ribattezzato Gruppo Libero, riunendo studenti e operai. È il tempo della massima ascesa della sperimentazione teatrale in Italia. Con il suo Rituale, dal Prometeo incatenato di Eschilo, il venticinquenne Picchi raccoglie l'interesse di docenti, intellettuali, artisti teatrali. Si inserisce così nelle trattative che porteranno tre anni più tardi, nel 1971, Benedetto Marzullo e Luigi Squarzina ad avviare, all'interno della Facoltà di Lettere dell'Università di Bologna, il primo Dipartimento di Arte, Musica e Spettacolo in Italia: il DAMS.
Nel 1972, il Gruppo Libero porta in scena La macchina da guerra più formidabile, del poeta bolognese Roberto Roversi, suscitando un acceso dibattito a mezzo stampa circa i linguaggi della sperimentazione teatrale. Tra Picchi e Roversi si instaura un legame di profonda amicizia e stima, e la collaborazione professionale tra i due sarà permanente. 
Nel 1973 Picchi entra nell'organico del neonato DAMS come assistente di Luigi Squarzina.
Nel corso degli anni '70, con il "nuovo espressionismo" del Gruppo Libero, Picchi promuove un pensiero e un'azione teatrali slegati da opportunismi di mercato – anche attraverso l'azione politica nel direttivo dell'ATISP (Associazione Teatri Italiani di Sperimentazione Professionale).
Negli anni ottanta svilupperà questi princìpi portando il teatro dentro l'Università.

## L'Università. Insegnamenti e laboratori

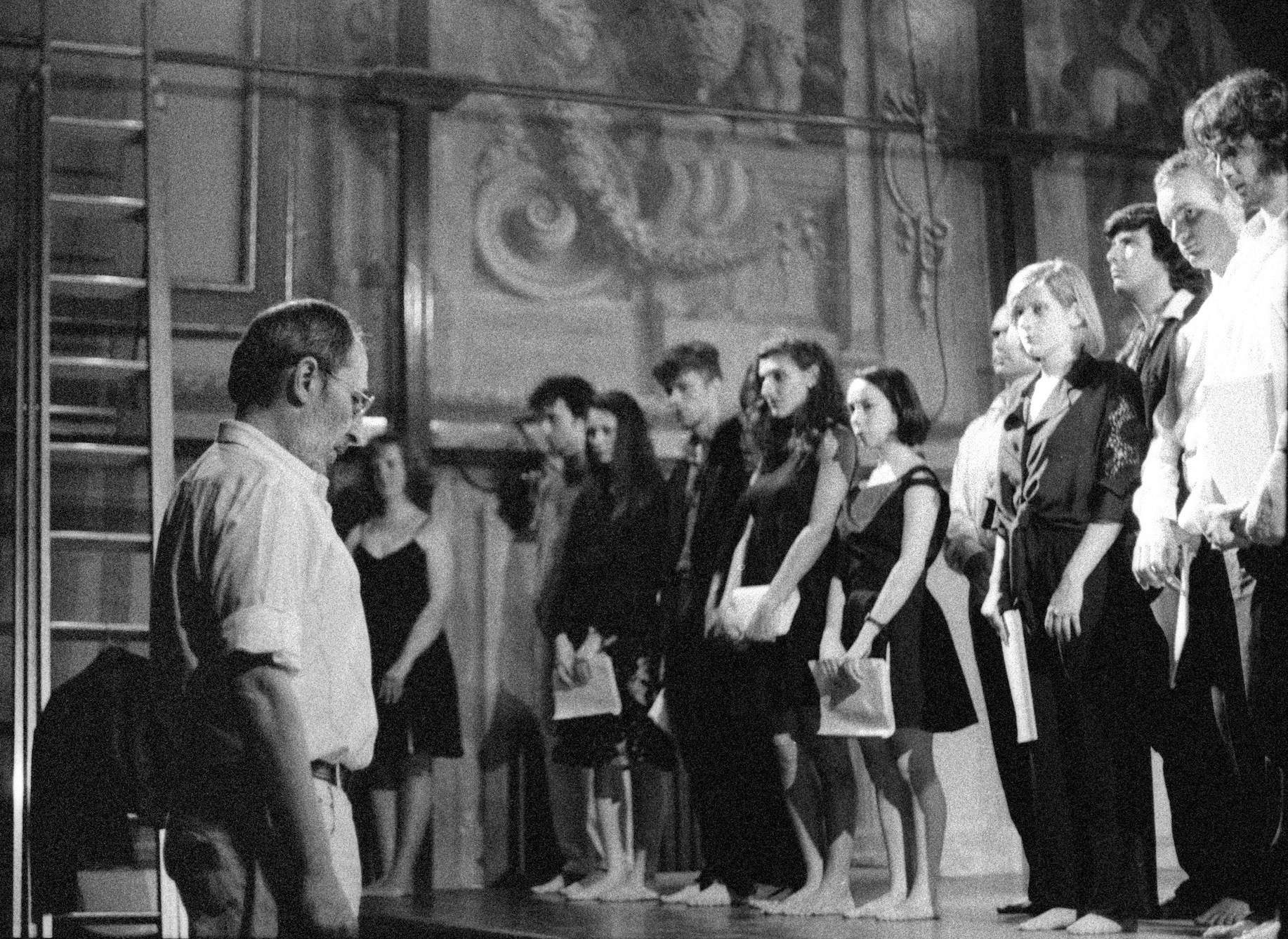
Arnaldo Picchi in laboratorio con gli studenti

Nel 1983 Picchi lascia la direzione del Gruppo Libero e inaugura le attività di un Laboratorio teatrale permanente al DAMS di Bologna. Nel 1985 viene nominato professore associato con la titolarità di Iconografia teatrale; dal 1987 ricopre anche l'insegnamento di Istituzioni di Regia. Nel corso degli anni ottanta si dedica inoltre alla drammaturgia e regia radiofonica realizzando per Radio RAI, tra le altre cose, Storie dell'Antico Studio, 26 puntate per raccontare i novecento anni dell'Università di Bologna. 
Nel suo lavoro di studioso e docente, una disciplina storiografica accessoria come l'iconografia teatrale, solitamente dedicata al teatro "già fatto", viene reinventata in termini funzionali al lavoro del regista, al teatro "da fare", come strumento per ordinare e coordinare idee, testi, collaborazioni. Tutti gli argomenti trattati in aula vengono sperimentati in laboratorio attraverso discussioni, improvvisazioni, esercizi di scrittura e messinscena, fino agli allestimenti, a cui partecipano tutti gli studenti. 
Il "sapere-fare", l'ibridazione tra competenze scientifiche e artistiche secondo un approccio maieutico, con la collaborazione di migliaia di giovani volontari, rende quello di Picchi un "caso" che segna, tra gli anni ottanta e la metà degli anni 2000, una fase assai prolifica per il DAMS bolognese. Picchi si afferma come il regista-professore, e la sua produzione scientifica preminente sono gli spettacoli realizzati con gli studenti: circa 30 allestimenti in 20 anni di Laboratorio, anche con trasferte internazionali e collaborando con molte istituzioni. 
Nel giugno 1998 Picchi allestisce Enzo Re di Roberto Roversi, in Piazza S. Stefano a Bologna, come evento inaugurale delle celebrazioni per Bologna 2000 Capitale Europea della Cultura. Lo spettacolo coinvolge in una complessa macchina scenica 100 studenti del Laboratorio e molti professionisti del teatro (Ugo Pagliai, Paolo Bonacelli, Lucilla Morlacchi, Enrico Dusio, Antonio Petrocelli). Le 6 canzoni incluse di Enzo re sono musicate e cantate dal vivo da Lucio Dalla.
Enzo re consolida il rapporto tra Arnaldo Picchi e Roberto Roversi. Si impostano nuovi progetti: da un lato la pubblicazione, a cura di Picchi, dell'intera produzione teatrale del poeta, che da molti anni si era allontanato dal mercato editoriale; dall'altro, tre nuovi spettacoli, dedicati al rapporto tra arte e critica, e dei quali Roversi scriverà e Picchi allestirà soltanto il primo: Parole, silenzio, dolore. Arcangeli Morandi, andato in scena nel 2005 come ennesimo frutto del Laboratorio e con nuovi attori-ospiti: Omero Antonutti nella parte di Giorgio Morandi e Gianni Fenzi in quella di Francesco Arcangeli.

## L'eredità intellettuale

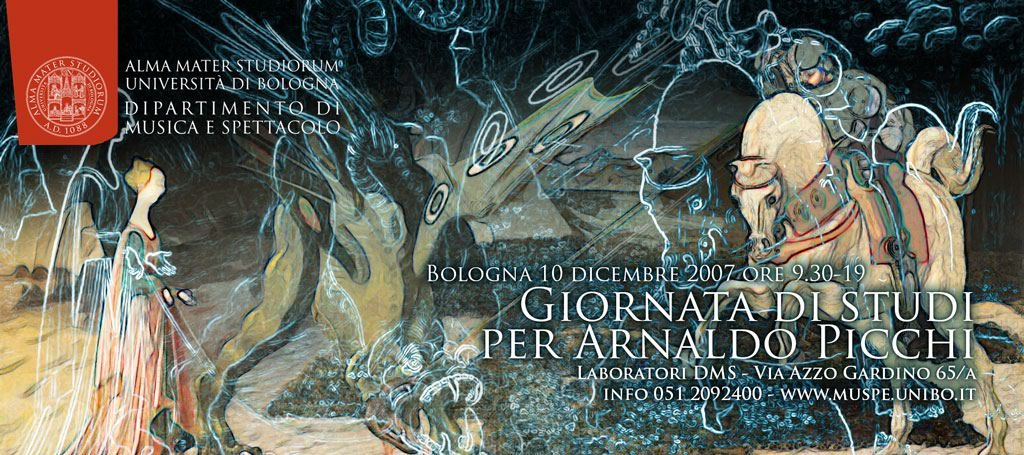
Manifesto della Giornata di Studi per Arnaldo Picchi (2007)

Arnaldo Picchi muore improvvisamente per infarto, nel suo studio a Bologna, nella notte tra il 24 e il 25 ottobre 2006. Sulla sua scrivania, gli appunti del corso di Iconografia appena inaugurato e le prime bozze per un glossario di regia. 
Nel dicembre 2007 viene celebrata al DAMS di Bologna una Giornata di studi per Arnaldo Picchi, con l'intervento di docenti, registi, studenti. Gli atti della Giornata di studi vengono pubblicati sul numero 17 dalla rivista "Culture teatrali": una raccolta che delinea per la prima volta, attraverso le voci di molti, il profilo di Picchi regista, docente, pedagogo e poeta. Gli viene intitolata una delle aule della sede del dipartimento di Via Barberia. È sancito un accordo tra la famiglia e alcuni ex studenti-collaboratori per la raccolta e l'uso della considerevole mole di appunti e scritti inediti. Grazie all'interessamento della Fondazione Carisbo, e in particolare di Fabio Roversi Monaco (promotore di molte altre iniziative legate al Laboratorio), nasce il progetto Archivio Picchi, che ne tutela l'eredità intellettuale, il metodo e le pratiche. L'archivio ha prodotto fino ad oggi 3 volumi: Enzo re. Dalla pagina alla scena, cofanetto contenente il testo di Roversi, il diario di regia di Picchi e il DVD dell'evento; Glossario di regia, il manuale in cui si raccolgono in 50 lemmi 20 anni di lezioni di regia al DAMS; Canovacci di Iconografia (uscita 2016) primo manuale dedicato all'iconografia teatrale. Restano in attesa di pubblicazione le raccolte dei suoi testi teatrali e dei racconti.

## Spettacoli diretti da Arnaldo Picchi
Con Il Gruppo Libero (con luogo della prima rappresentazione)

• 1968 – Re-Astronomi, di Arnaldo Picchi. Bologna, atelier Calzolari

• 1968 – Il rituale, dal Prometeo di Eschilo. Bologna, Aula Magna dell'Università

• 1969 – Auto da barca do inferno, dalla Trilogia delle barche di Gil Vicente. Bologna, Aula Magna dell'Università

• 1969 – Santa Giovanna dei macelli, da Bertolt Brecht. Casa del Popolo ‘Corazza’

• 1972 – La macchina da guerra più formidabile, di Roberto Roversi. Bologna, Teatro della Pantomima

• 1973 – Grande rappresentazione per la morte di Sante Caserio, di Arnaldo Picchi. Rimini, Teatro Novelli

• 1973 – Il tamburo di panno, di Seami Motokiyo. Bologna, Cortile di Palazzo Bentivoglio

• 1974 – L'accordo di Baden, di Bertolt Brecht. Bologna, Teatro San Leonardo

• 1976 – Le allegre comari di Windsor, di William Shakespeare. Bologna, Cortile di Palazzo d'Accursio

• 1976 – Volo dell'anitra selvatica, da Shunkwan di Seami Motokiyo. Bologna, Teatro delle Moline

• 1977 – I coniugi Snowden ovvero l'autocomunismo, di Egische Ciarenz. Teatro di Jelenia Goura (Polonia)

• 1978 – Capitano Ulisse, di Alberto Savinio. Genova, Auditorium della Fiera del Mare

• 1979 – Il Messicano di Jack London, di Arnaldo Picchi. Imola, Teatro Lolli

• 1983 – La gabbia di Pandora, di Ferruccio Masini da Wedekind. Bologna, Teatro La Soffitta

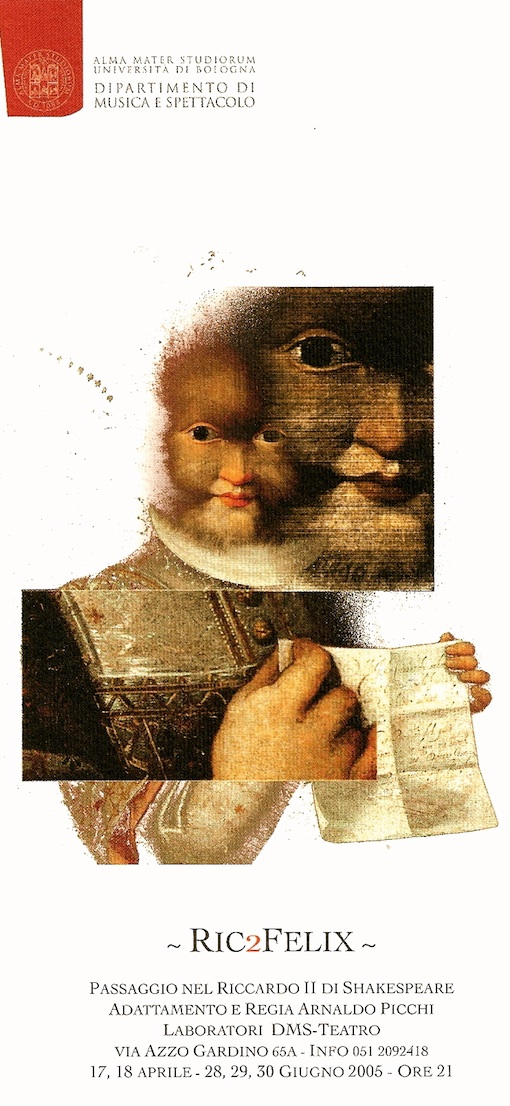
Ric2Felix (2005)

Con il DAMS (con luogo della prima rappresentazione)

• 1972 – L'amore delle due melagrane, di Arnaldo Picchi. Bologna, Cortile di Palazzo d'Accursio

• 1973 – Il viaggio meraviglioso ovvero Turandot, da Carlo Gozzi. Bologna, chiesa di Santa Lucia

• 1974 – Una sonata all'inferno, da Rane di Aristofane e dalla Saison di Arthur Rimbaud. Bologna, chiesa di Santa Lucia

• 1986 – Antico Furore, di Alberto Moravia. Bologna, Centro civico Corticella

• 1987 – Il capitolo LXIV del Don Chisciotte, di Cervantes. Bologna, Sala dei Fiorentini

• 1989 – I giganti della montagna (Anamorfosi), di Luigi Pirandello. Bologna, Sala dei Fiorentini

• 1990 – L'Histoire du soldat, di Ch. F. Ramuz e I. Strawinsky. Bologna, Teatro La Soffitta

• 1991 – Mandragola, di Niccolò Machiavelli. Groningen (Paesi Bassi), Theater Festival Middeleeuwen en Renaissance

• 1992 – Melusina, di Antonio Porta. Bologna, Sala dei Fiorentini

• 1993 – Il cadavere vivente, di Lev Tolstoj. Bologna, Aula absidale di S. Lucia

• 1993 – Enrico IV, di Luigi Pirandello. Bologna, Sala dei Fiorentini

• 1994 – Ipazia, di Mario Luzi. Bologna, Atelier Paolo Conti

• 1995 – Fedra, di AA. VV. Bologna, Giardino Dubcek di Palazzo Hercolani

• 1996 – Al Pappagallo verde, di Arthur Schnitzler. Bologna, Teatro San Martino

• 1997 – Enzo re, di Roberto Roversi. Lettura drammatizzata Bologna, Aula Absidale di Santa Lucia

• 1998 – Enzo re, di Roberto Roversi. Bologna, piazza Santo Stefano

• 1999 – Anfitrione, di Heinrich von Kleist. Bologna, cortile di San Giovanni in Monte

• 2000 – Cimbelino, di Shakespeare. Bologna, Chiesa di San Giorgio in Poggiale

• 2001 – Giacobini. 1.a parte, da Federico Zardi. Bologna, Teatro del Navile

• 2002 – Giacobini. 2.a parte, da Federico Zardi. Bologna, Aula absidale di Santa Lucia

• 2003 – Wake, di Arnaldo Picchi. Gerusalemme (Israele), X Festival Thespis

• 2003 – Ossigeno, di Carl Djerassi e Roald Hoffmann. Bologna, Chiesa di Santa Lucia

• 2004 – Parénklisis, di Luciano Nanni Menetti. Lettura drammatizzata. Bologna, Aula absidale di Santa Lucia

• 2005 – Ric2felix. Passaggio nel ‘Riccardo II’ di Shakespeare, di Arnaldo Picchi. Bologna, Teatro Manifattura d. Arti

• 2005 – Parole, silenzio, dolore (Arcangeli, Morandi), di Roberto Roversi. Bologna, Aula absidale di Santa Lucia

• 2005 - Ricordando Lise Meitner, di Robert Marc Friedman. Bologna, Teatro Manifattura delle Arti

• 2006 - La iena di San Giorgio di Gualberto Niemen, di Arnaldo Picchi. Primo studio. Bologna, Lab. di via Valdonica
Radiodrammi scritti e diretti per la RAI

• 1983 – Orchestrion. Peripezia di Karl Valentin

• 1985 – Giovane Vienna. Una storia con Alexander Lernet-Holenia

• 1985 – Carta bianca a Boris Vian

• 1986 – Da una tempia all'altra. Il racconto di Delfini, Landolfi e Raimondi

• 1986 – Ritratto di un amico. Gennaro Vitiello, gentiluomo napoletano

• 1987 – Una radio a colori. Radiofonia

• 1989/1990 – Storie dell'antico Studio

## Articoli e saggi scelti

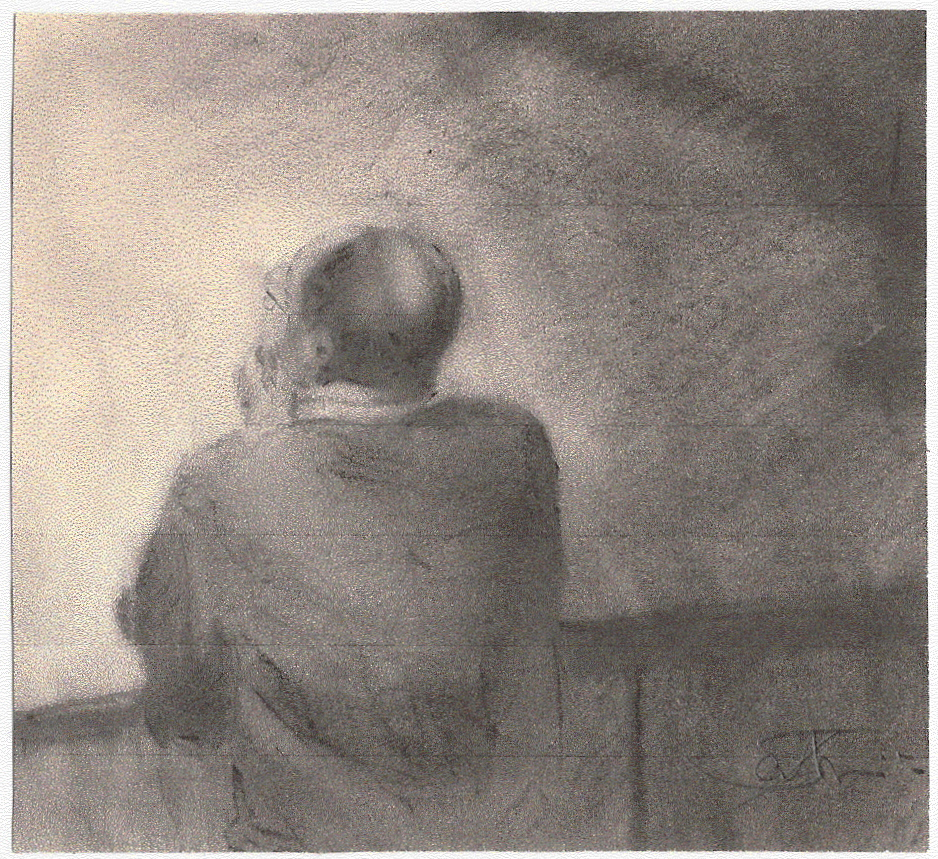
Ritratto a carboncino del prof. Picchi (di Simonetta Venturini)

• Storie dell'antico Studio di Bologna, CLUEB, Bologna, 1989 

• Tracce per messinscene pirandelliane, Forni, Bologna, 1991

• Per Fedra. Nota sulle successive riutilizzazioni di un tema, I Quaderni del Battello Ebbro, Porretta T., 1996

• Semplificazione dell'‘Enrico IV' di Pirandello. Appunti di regia, Bulzoni, Roma, 1999

• Anfitrione' di Kleist, ‘Cimbelino’ di Shakespeare – trattamenti e note, I Quaderni del Battello Ebbro, Porretta T., 2000

• Ager sanguinis (commento), curatela e note al testo per I Giacobini di Federico Zardi, Pierrot Lunaire, Bologna, 2002

• Curatela, note e riduzione per La macchina da guerra più formidabile di Roberto Roversi, Pendragon, Bologna, 2002

• "Avvertimento, denuncia, comizio, rivolta, annuncio di massacro, suono di tromba" (commento), curatela per Unterdenlinden di Roberto Roversi, Pendragon, Bologna, 2002

• "Niente Aida" (commento), curatela per Il crack, di Roberto Roversi, Pendragon, Bologna, 2004

• Ric2Felix – passaggio nel ‘Riccardo II’ di Shakespeare, Pendragon, Bologna, 2005

• "Gong" (commento), curatela per La macchia d'inchiostro, di Roberto Roversi, Pendragon, Bologna, 2006

• La Iena di San Giorgio, di Gualberto Niemen (adattamento), Azeta Fastpress, Bologna, 2006

• Enzo re. Dalla pagina alla scena (+ DVD), a c. di M. Briarava, L. G. Pappalardo, G. Marandola, T. Arosio, Quaderni del Battello Ebbro, Porretta T., 2012

• Glossario di regia. 50 lemmi per una educazione sentimentale al teatro, a cura di Massimiliano Briarava, La Casa Usher, Lucca, 2015

• Canovacci di Iconografia, a cura di Massimiliano Briarava, La Casa Usher, Lucca, 2016